# 望远镇
望远镇，是中华人民共和国宁夏回族自治区銀川市永宁县下辖的一个乡镇级行政单位。

## 行政区划
望远镇下辖以下地区：
望远社区、唐湾社区、蓝山社区、西位村、红旗村、望远村、东位村、新银村、丰盈村、永清村、上河村、政权村、政台村、立强村、长湖村、通桥村、板桥村和良繁场。